# Guerra de Suàbia
La Guerra de Suàbia de 1499 (Schawabenkrieg, Schweizerkrieg o "Guerra Suïssa" a Alemanya, i Engadiner Krieg o "Guerra d'Engadina" a Àustria) va ser l'últim gran conflicte militar entre l'Antiga Confederació Suïssa i la Casa d'Habsburg. El que va començar com un conflicte local pel control del Val Müstair i el Pas d'Umbrail en els Grisons, aviat es va estendre en demanar, ambdues parts, ajut als seus aliats: els Habsburg van demanar el suport de la Lliga de Suàbia i la Confederació de les Tres Lligues el suport dels Grisons. Les hostilitats es van estendre ràpidament des dels Grisons al llarg de la vall del Rin fins al llac de Constança i fins i tot fins al Sundgau, en el sud d'Alsàcia, la part més occidental de les possessions dels Habsburg.Es van lliurar moltes batalles entre gener i juliol de 1499 i en totes excepte en algunes escaramusses menors els experimentats soldats suïssos van derrotar els exèrcits suabis i als dels Habsburg.
Després de les seves victòries durant la Guerra de Borgonya, els suïssos disposaven de tropes i oficials preparats pel combat. En el bàndol suabi, la desconfiança entre els cavallers i la seva infanteria, els desacords entre els comandaments militars i la reticència general a lluitar en una nova guerra, que fins i tot els comtes suabis consideraven que feia més per defensar els interessos dels Habsburg que els interessos del Sacre Imperi Romanogermànic van demostrar ser dificultats insuperables.
Quan el seu cap, el comte Enric de Furstenberg, va caure a la batalla de Dornach, on els suïssos van aconseguir una victòria decisiva, el rei Maximilià I d'Habsburg no va tenir més elecció que acordar la pau signant, a Basilea, un tractat a aquest efecte, el 22 de setembre de 1499. El tractat garantia a la Confederació una major independència de l'imperi. Encara que la Confederació suïssa oficialment va seguir sent part de l'imperi fins al Tractat de Westfàlia de 1648, la Pau de Basilea la deixava exempta de la jurisdicció i dels impostos imperials, reconeixent-la de facto com una entitat políticament independent.